# Rue Philibert-Delorme (Paris)
Pour les articles homonymes, voir Rue Philibert-Delorme.
La rue Philibert-Delorme est une voie du 17e arrondissement de Paris, en France.

## Situation et accès
La rue Philibert-Delorme est une voie publique située dans le 17e arrondissement de Paris. Elle débute au 76, boulevard Pereire et se termine au 205, boulevard Malesherbes.

## Origine du nom

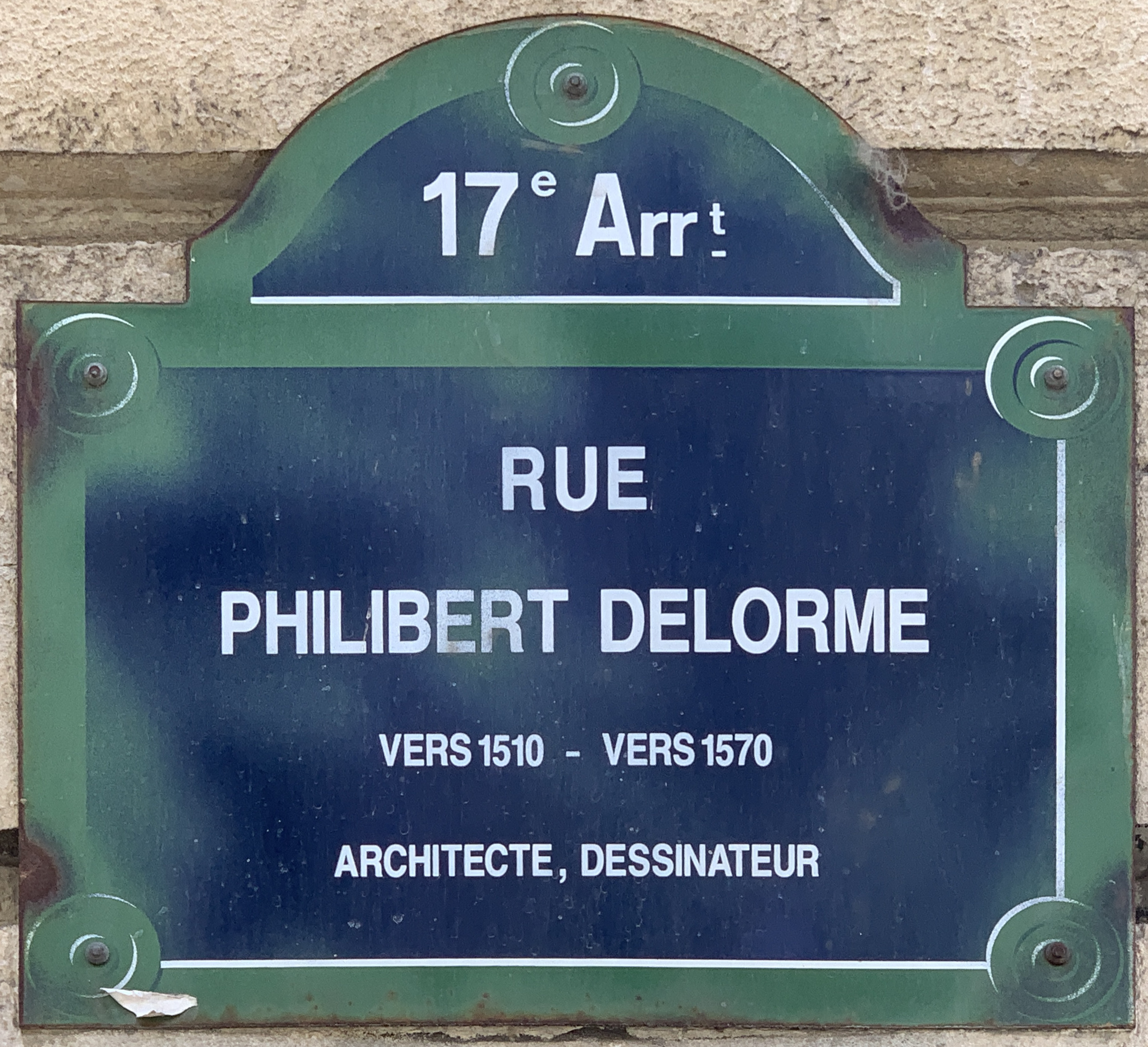
Plaque de la rue.

La voie porte depuis l'origine le nom de l'architecte Philibert Delorme (1518-1577) (vers 1514-1570), architecte du XVIe siècle, qui œuvra notamment au château de Fontainebleau et au palais du Louvre.

## Historique
Cette voie qui est créée à la suite d'une décision du ministre des Travaux publics en date du 28 avril 1866, en même temps que la ligne de Petite Ceinture, qui lui est parallèle fut dénommée « rue Philibert Delorme » par décret du 10 février 1875.
Ce tronçon reliant les stations de Courcelles-ceinture d'où partait l'embranchement de la ligne d'Auteuil vers la station Pont-Cardinet et la station Porte de Clichy ouvert le 25 mars 1869 est le dernier réalisé de la petite ceinture. Elle était à l'origine en surplomb de la voie ferrée et d'installations annexes. Ce tronçon fermé au service voyageurs en 1934 comme l'ensemble de la petite ceinture fut par la suite peu utilisé car le trafic marchandises subsistant se déroulait essentiellement sur les parties nord, est et sud de la ligne. La tranchée fut recouverte en 1955  et des immeubles édifiés à la fin des années 1950 sur ce terrain recouvrant les installations ferroviaires entre la rue Verniquet et la rue Philibert-Delorme. Ces installations ont été remplacées par des parkings sous les immeubles. Une voie unique a cependant été maintenue sous la rue pour les trains présidentiels à destination de la gare de l'avenue Foch. Le dernier convoi ayant emprunté la voie fut celui du train funéraire transportant le cercueil du prince Ali Kahn le 20 mai 1960. La largeur du souterrain ne permettant plus le passage de 2 voies celui-ci a été reconstruit pour la branche Nord-Ouest du RER C qui circule sous la rue depuis 1988.
L'ancienne gare de Courcelles détruite au début des années 1950 était située au nord de la place à l'entrée des rues Philibert-Delorme et Verniquet.

Ancienne gare de Courcelles-Ceinture
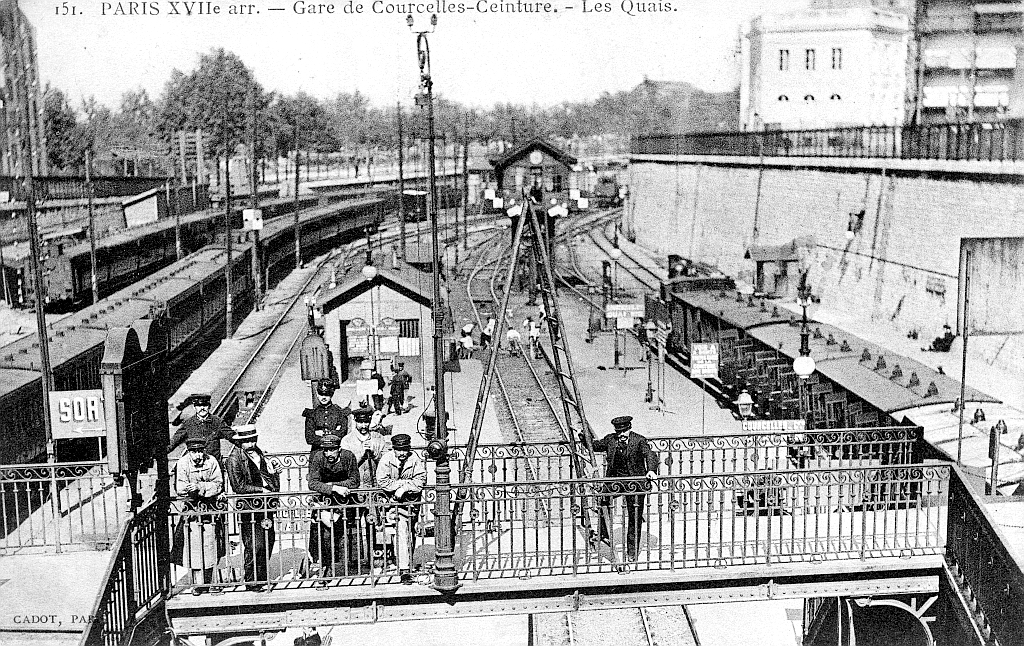
Gare de Courcelles-Ceinture en contrebas de la rue Philibert-Delorme vers 1900
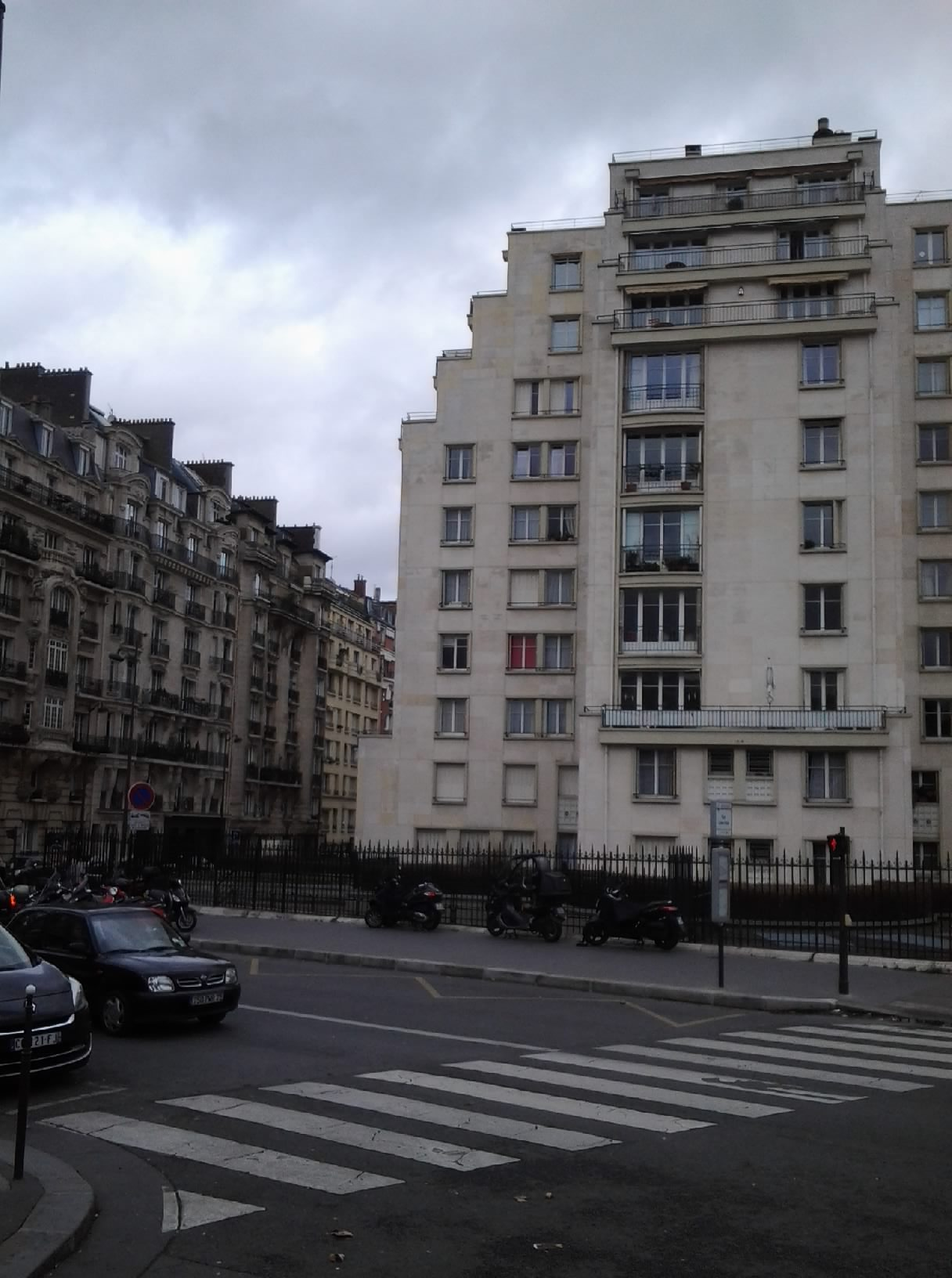
Emplacement de l'ancienne gare de Courcelles-Ceinture